# Optoeletrônica
A optoeletrônica (português brasileiro) ou optoeletrónica (português europeu) (AO 1945: optoelectrónica) é o estudo e aplicação de aparelhos eletrônicos que fornecem, detectam e controlam luz. O uso militar da optoeletrônica é usualmente referido como optrônica (português brasileiro) ou optrónica (português europeu).
A optoeletrônica é normalmente considerada um sub-campo da fotônica. Nesse contexto, luz frequentemente inclui formas invisíveis de radiação como raios gama, raios-X, ultravioleta e infravermelho, em adição à luz visível. Aparelhos optoeletrônicos são transdutores elétrico para ótico ou ótico para elétrico, ou instrumentos que usam tais aparelhos em sua operação. Eletro-óptica é frequentemente usada incorretamente como sinônimo, mas é, de fato, um braço mais abrangente da física que lida com todas interações entre luz e campos elétricos, quer eles formem ou não parte de um aparelho eletrônico.
A optoeletrônica é baseada em efeitos quânticos da luz em materiais semicondutores, às vezes na presença de campos elétricos.
- Efeitos fotoelétricos ou fotovoltaicos, usados em:
  - fotodiodos (incluindo células solares)
  - fototransistores
  - fotomultiplicadores
  - elementos de circuitos óticos integrados
- Fotocondutividade, usada em:
  - fotorresistores
  - CCDs (dispositivo de carga acoplado)
- Emissão estimulada, usada em:
  - laser díodo
  - laser de cascata quântica
- Efeito Lossev, ou emissão espontânea, usada em:
  - LEDs (diodo emissor de luz)

## Pesquisas recentes
Quase toda a microeletrônica atual é baseada no silício. Entretanto, este semicondutor apresenta propriedades ópticas muito pobres. O desenvolvimento de tecnologias de comunicação e computação baseadas na luz (fotônica) trouxe a necessidade de melhorar a interface entre a microeletrônica e dispositivos ópticos como as fibras ópticas e os lasers. Uma das principais fronteiras nessa área é a busca de novos materiais baseados no silício (combinações de silício com outros elementos).
 
Um dos mais promissores é o beta-dissiliceto de ferro (β-FeSi2), por ter propriedades eletrônicas não muito distantes da do silício (gap de energia de cerca de 0,87 eV, enquanto o do silício é de 1,11 eV
) 
e propriedades ópticas adequadas às necessidades da optoeletrônica atual (o β-FeSi2 emite luz com comprimento de onda de cerca de 1,5 μm, adequado para a transmissão por fibras ópticas).